# Université de Padoue
L'université de Padoue (en italien, Università degli studi di Padova) est une université italienne dont le siège est à Padoue.
Sa devise, adoptée dès sa création, est la suivante : « Universa Universis Patavina Libertas ».

## Historique
L'université de Padoue est une des plus anciennes universités du monde. Elle a été fondée le 29 septembre 1222 par des professeurs et des étudiants ayant fui l’université de Bologne, du fait de l’atteinte aux libertés universitaires et aux privilèges qui avaient pourtant été garantis aux enseignants et à leurs élèves.

L'université de Padoue fut créée en réponse à un besoin, induit par des conditions sociales et culturelles spécifiques, contrairement à la plupart des universités qui doivent leur fondation à une charte avec le pape.
Elle s'installe en 1493 dans le Palazzo Bo, ce qui lui donnera son surnom de « il Bô ».

## Enseignements

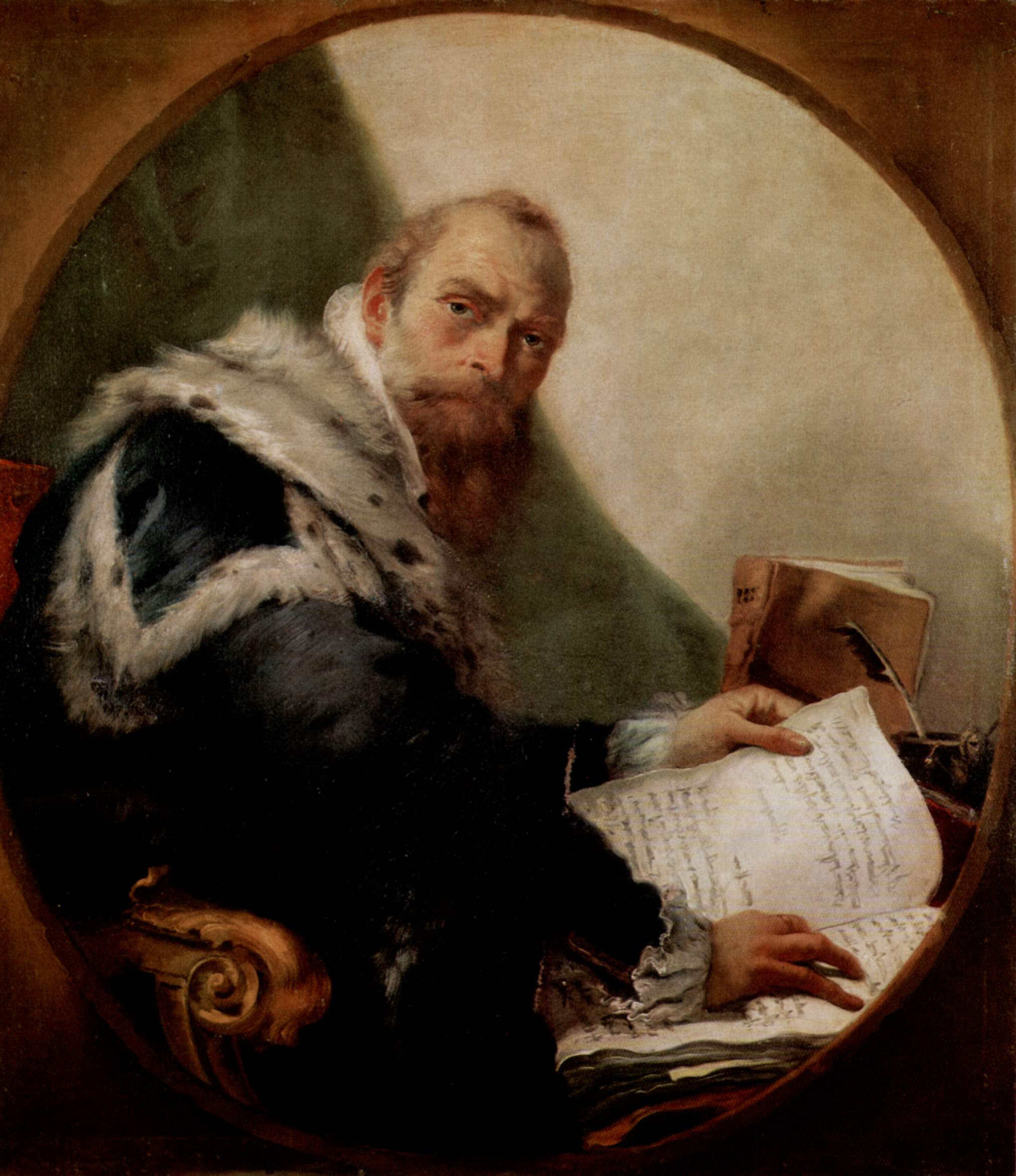
Antonio Riccobono (1541–1599).
Professeur de rhétorique à l’université de Padoue.
Giambattista Tiepolo, vers 1743.
Pinacoteca dell’Accademia dei Concordi, Rovigo.

À l’origine, les enseignements étaient limités au droit et à la théologie, mais ils furent bientôt élargis à la médecine, la philosophie, l’astronomie et la rhétorique.
À partir de 1399, il y eut deux universités :
- l'Universitas Iuristarum pour l’étude du droit civil, du droit canon et de la théologie ;
- l'Universitas Artistarum pour l’étude de la médecine, de la philosophie, de la rhétorique et de l’astronomie.

Elles ne seront pleinement réunies qu'en 1813.

## Organisation
Les études et la vie à l’intérieur de l’université étaient organisées en nations, qui étaient le reflet d’origines géographiques ou ethniques. Les différentes nations formaient elles-mêmes deux groupes : les Citramontains (c'est-à-dire les Italiens) et les Ultramontains (c’est-à-dire les autres).
Comme à Bologne, c'était au départ les étudiants eux-mêmes qui votaient les statuts de l'université, élisaient le recteur au sein même du corps étudiant, et choisissaient les professeurs et les cours.
Les enseignants étaient rémunérés grâce à des collectes de fonds.
Plus tard, aux XIVe et XVe siècles, le recrutement et la rémunération des enseignants devinrent du ressort des autorités publiques.

## Prestige et rayonnement
À partir du XVe siècle commença une longue période de plus de trois siècles d'un prestige croissant car l'université de Padoue bénéficia de la protection de la république de Venise. Or cette dernière était déterminée à ce que Padoue demeure la seule université pluri-disciplinaire à l'intérieur de son territoire.
Pendant cette période, Padoue apporta une grande contribution à la révolution scientifique naissante. C'est l'époque du développement de la pensée philosophique, des études de la médecine et de l'anatomie et des grandes découvertes en astronomie, physique et mathématiques, notamment au moment où Galilée est enseignant à l'université (de 1592 à 1610).
Dès les premiers temps, la réputation de Padoue a attiré des étudiants du continent entier. André Vésale, Albertino Mussato, Le Tasse fréquentèrent l'établissement. Ceci est particulièrement notable aux XVIe et XVIIe siècles. À cette époque en effet, les étudiants n’étaient pas seulement attirés par le prestige des enseignants mais aussi par l’esprit de tolérance qui était garanti par la république de Venise. Aux XVe et XVIe siècles, d’importantes figures étudient ou enseignent à Padoue, et parmi eux notamment les philosophes averroïstes Pietro d'Abano, Élie del Medigo, Pomponazzi, Agostino Nifo, l’humaniste Jean Pic de la Mirandole, et les scientifiques Nicolas Copernic et Galilée.
L’année 1678 connaît de plus l’une des plus grandes fiertés de l’université de Padoue. C’est cette année-là en effet qu’Elena Lucrezia Piscopia obtint son diplôme de philosophie, devenant ainsi la première femme du monde diplômée d'une université.

## Personnalités liées à l'université

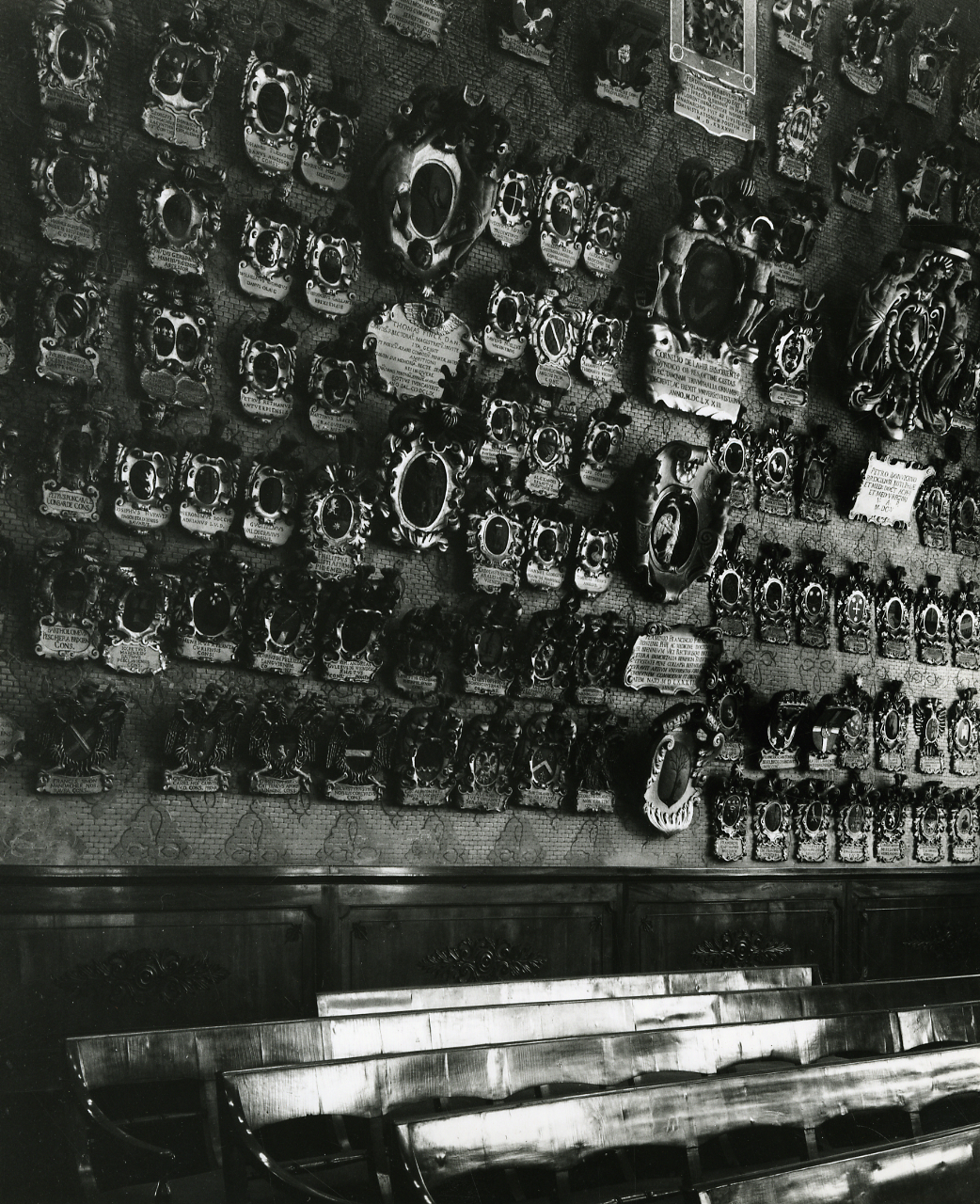
Blasons de professeurs et d'étudiants dans l'Aula Magna du palais Bo. Photo par Paolo Monti, 1966.

### Professeurs
L'un des professeurs les plus célèbres ayant enseigné dans cette université est Galilée. Il y enseigna les mathématiques.

#### Chaire d'anatomie
- Andrea Vesalio dit Vésale (1514-1564),
- Realdo Colombo (1510- 1559) dit Colombus, ami de Michel-Ange
- Gabriele Falloppio (1523-1562) dit Fallope

#### Chaire d'astronomie
- Galilée (1592-1610)
- Giovanni Poleni (1683-1761)

#### Chaire de mathématiques
- Domenico Guglielmini (1698-1710)
- Francesco Severi (1879-1961)

#### Chaire de droit-canon
- Nicolas Papadopoli-Comnène (1655-1740) rédigea aussi une Histoire de l'Université de Padoue

### Étudiants
- Vitellion (né vers 1230)
- Arnold Gheyloven (vers 1375-1442)
- Vittorino da Feltre (1378 - 1446)
- Paolo Toscanelli (1397 – 1482)
- François Philelphe (1398 - 1481)
- Leon Battista Alberti (1404 – 1472)
- Francesco della Rovere (1414 - 1484)
- Jean Pic de la Mirandole (1463 - 1494)
- Pietro Bembo (1470 - 1547)
- Nicolas Copernic (1473 - 1543)
- Francesco Guicciardini(1483 - 1540)
- Giovanni Nevizzano (fin XVe s.-1540)
- Jérôme Cardan (1501 - 1576)
- Alexandre Piccolomini (1508 - 1579)
- Federico Commandino, (1509 - 1575)
- Bernardino Telesio (1509 - 1588)
- Daniel Barbaro (1514 - 1570)
- Camillo Scroffa (1526 - 1565)
- Gerolamo della Rovere (1528 - 1592)
- Jan Kochanowski (1530 - 1584)
- Étienne Báthory (1533 - 1586)
- Leonardo Donato (1536 - 1612)
- Gabriel Sévèros (1541 - 1616)
- Cardinal Robert Bellarmin (1542 - 1621)
- Le Tasse (1544 - 1595)
- Paolo Sarpi (1552 - 1623)
- Santorio Santorio (1561 - 1636)
- François de Sales (1567 – 1622)
- Tommaso Campanella (1568 - 1639)
- Cyrille Loukaris (1572 - 1638)
- William Harvey (1578 - 1657)
- Arthur Johnston  (? - 1641)
- Mélèce Syrigos (1586 - 1664)
- Thomas Browne (1605 - 1682)
- Nicolas Voulgaris (1634 -)
- Vincenzo Dandolo (1758 - 1819)
- Ugo Foscolo (1778 - 1827)
- Sebastiano Tecchio (1807-1886)
- Guido Castelnuovo (1865 – 1952)
- Guido Carli (1914 - 1993)
- Norma Cossetto (1920 - 1943)
- Beniamino Andreatta (1928 - 2007)
- Bice Sechi-Zorn (1928 - 1984)
- Sara Cunial (1979 -)

## Relatif déclin
Aux XVIIe et XVIIIe siècles, l'université de Padoue maintient sa position d'unique université à l'intérieur de la république de Venise.
Pourtant, elle ne constitue déjà plus un aussi grand pôle qu'auparavant.
Toutefois, même après l'effondrement de la république de Venise (1797) et son rattachement au royaume d'Italie (1866), avec les limitations de la liberté de pensée et la réduction des ressources financières qui en résultèrent, Padoue garda une grande importance dans la vie intellectuelle de la région.

## L'université aujourd'hui
Le passé glorieux de l'université de Padoue est plus qu'un objet de nostalgie ; il légitime la place non négligeable que l'université d'aujourd'hui occupe dans la communauté intellectuelle internationale.

Avec ses innombrables parutions, conférences et congrès, elle joue encore un rôle important dans l'érudition et la recherche scientifique, à la fois au niveau européen et mondial.
Le Classement académique des universités mondiales de l'université Jiao Tong de Shanghai de 2012 la situe dans les 200 meilleures universités du monde, et la 4e d'Italie.